# 赤木台
赤木台/沉台（蒙古语轉寫：Čimbai，羅馬化：jīmbāy，見《史集》），又译作沉白，是蒙古帝国皇族，成吉思汗长子朮赤的第十子（一说第六子）。
据《史集·术赤汗纪》记载，赤木台兄长包括斡兒答（长子）、拔都（次子）、别儿哥（三子）等。关于赤木台的生平记载极少，但普遍认为他是朮赤兀鲁思中“右翼兀鲁思”的统治者。《史集》提到赤木台有子忻都和秃答兀儿，其中忻都之子也古“在其父死后统治了整整两年”。这表明赤木台—也古家族曾是拥有独立势力的君主。也古之子塔合术也“统治自己的兀鲁思”，后被传“被金帐汗脱脱处决”。据此推测，赤木台—也古—塔合术等人统治的“兀鲁思”，应是与中央（拔都兀鲁思）、左翼（斡兒答兀鲁思）并列的“右翼兀鲁思”。
同时代以“右翼将领”闻名的那海，史料中从未称其为“兀鲁思君主”，因此赤木台家族被视为右翼兀鲁思的正统世系，而那海属于右翼兀鲁思中的新兴家族。那海最终因与金帐汗脱脱争权而衰落，塔合术被“脱脱处决”可能与此有关，此时“右翼兀鲁思”或被脱脱解体。《木因历史选》也提到，脱脱统治时期朮赤兀鲁思分裂为“右翼（拔都兀鲁思，青帐）”和“左翼（斡兒答兀鲁思，白帐）”。尽管右翼兀鲁思在脱脱时代解体，赤木台家族仍被视为与拔都、斡兒答家族并列的高贵世系。例如，金帐汗月即别曾将赤木台后裔图伦拜（塔合术之女）嫁予馬木留克蘇丹國的納西爾·穆罕默德。

## 世系
- 朮赤(Jöči，جوچى خان/jūchī khān)
  - 赤木台(Čimbai ＞جیمبای/jīmbāy)
    - 忻都
      - 也古(Yegü ＞یاکو/yākū)
        - 塔合术(Taqaču ＞طاقاجو/ṭāqājū)
          - 图伦拜(Tolunbay ＞طولنبی/ṭulunbay)

        - 昆迭连(Kündelen ＞کونیجیک قونیچى/kūndālān)
        - 札剌亦儿台(J̌alayirtai ＞جلایرتای/jalāyirtāy)

    - 秃答兀儿(Tuduz ＞تویداقور/tūydākūr)
      - 马札儿(Mačar ＞ماجار/mājār)
        - 灭里(Meleg ＞ملک/malik)
        - 火者・帖木儿(Qoča temür ＞خوجه تمور/khūja timūr)
        - 忽儿秃合出(Ourtqa čuγ ＞قورتقاجوق/qūrtqājūq)

      - 塔里牙只(Tariači ＞تاریاجی/tāriyājī)[1]